# Jedwabniczki
Jedwabniczki (Ptiliogonatidae) – rodzina ptaków z rzędu wróblowych (Passeriformes), wcześniej zaliczana do rodziny jemiołuszek.

## Występowanie
Rodzina obejmuje gatunki występujące w Ameryce Północnej – od południowo-zachodnich USA przez Meksyk po Panamę.

## Systematyka
Do rodziny należą następujące rodzaje:
- Phainoptila – jedynym przedstawicielem jest Phainoptila melanoxantha – atłasowiec żółtoboczny
- Phainopepla – jedynym przedstawicielem jest Phainopepla nitens – atłasowiec czarny
- Ptiliogonys